# Binnenstad (Arnhem)
De Binnenstad, ook wel (Arnhem-)Centrum genoemd, is de binnenstad van Arnhem. Het historische stadshart herbergt het winkelcentrum, het uitgaansgebied en een groot deel van de culturele voorzieningen van de Gelderse hoofdstad. Het centrumgebied wordt aan de noord- en oostkant begrensd door de singels en de John Frostbrug, aan de westkant door de Nelson Mandelabrug en aan de zuidkant door de rivier de Nederrijn (kortweg ook Rijn genoemd). De binnenstad van Arnhem is opgedeeld in acht kwartieren, elk met een eigen karakter en een eigen icoon. De kwartieren zijn: Rijnkwartier, Rozetkwartier, Musiskwartier, Korenkwartier, Stationskwartier, Eusebiuskwartier, het 7 Straatjes of Stegenkwartier en het Janskwartier. In 2007 werd Arnhem-Centrum uitgeroepen tot 'beste binnenstad van Nederland'.
Het centrum van de stad is tijdens de Slag om Arnhem in 1944 voor een groot deel ernstig vernield en na 1945 weer op gebouwd. Na de oplevering van het nieuwe Station Arnhem Centraal in 2016 is er verder gewerkt aan het heropbouwen en inrichten van het zuidelijke binnenstad. Zo werd het Kerkplein weer volgebouwd, de Markt opnieuw ingericht en keerde de Sint-Jansbeek terug in de binnenstad. Ook werden er nieuwe woningen gebouwd.

## Winkelen
Veel mensen komen naar Arnhem om te winkelen, vooral in de binnenstad met de bekende Ketelstraat, Roggestraat, Vijzelstraat, Rijnstraat, Koningsstraat, Bakkerstraat en de Jansstraat. De straten zijn autovrij en zijn een van de belangrijkste commerciële trekpleisters van het centrum. Naast vele kleine winkeltjes hebben de meeste grote (kleding)winkelketens zoals H&M, Zara en Primark en Ziengs er een vestiging. In de Bakkerstraat vindt men de grote namen; onder andere Tommy Hilfiger en Laura Ashley zijn hier gevestigd. Rondom het hoofdgebied proberen diverse gebieden zich te profileren, zoals het Eiland, het Hemelrijk, de Singels en de kwartieren (Stegenkwartier, Rijnkwartier, Rozetkwartier, Korenkwartier, Musiskwartier, Spijkerkwartier, Boulevardkwartier, Eusebiuskwartier, 7 straatjeskwartier, Janskwartier en Stationskwartier). Op loopafstand van de binnenstad is het Modekwartier gevestigd. Hier bevinden zich vijftig winkels en zeventig bedrijfsruimten op het gebied van mode en design. De Steenstraat en de Hommelseweg vormen het centrum van de Turkse Nederlanders in Arnhem. Men vindt er Turkse winkels, supermarkten en restaurants.

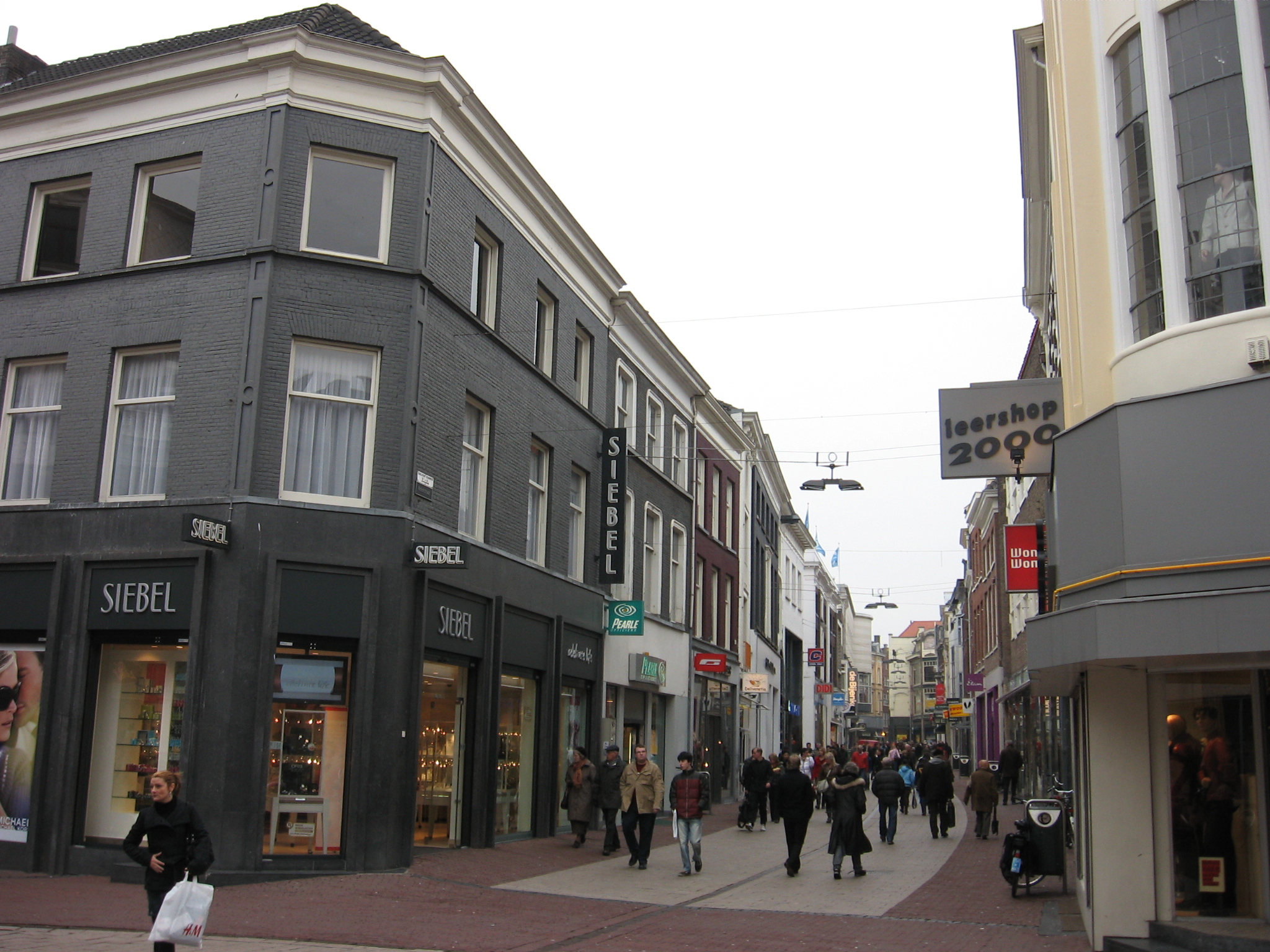
Ketelstraat
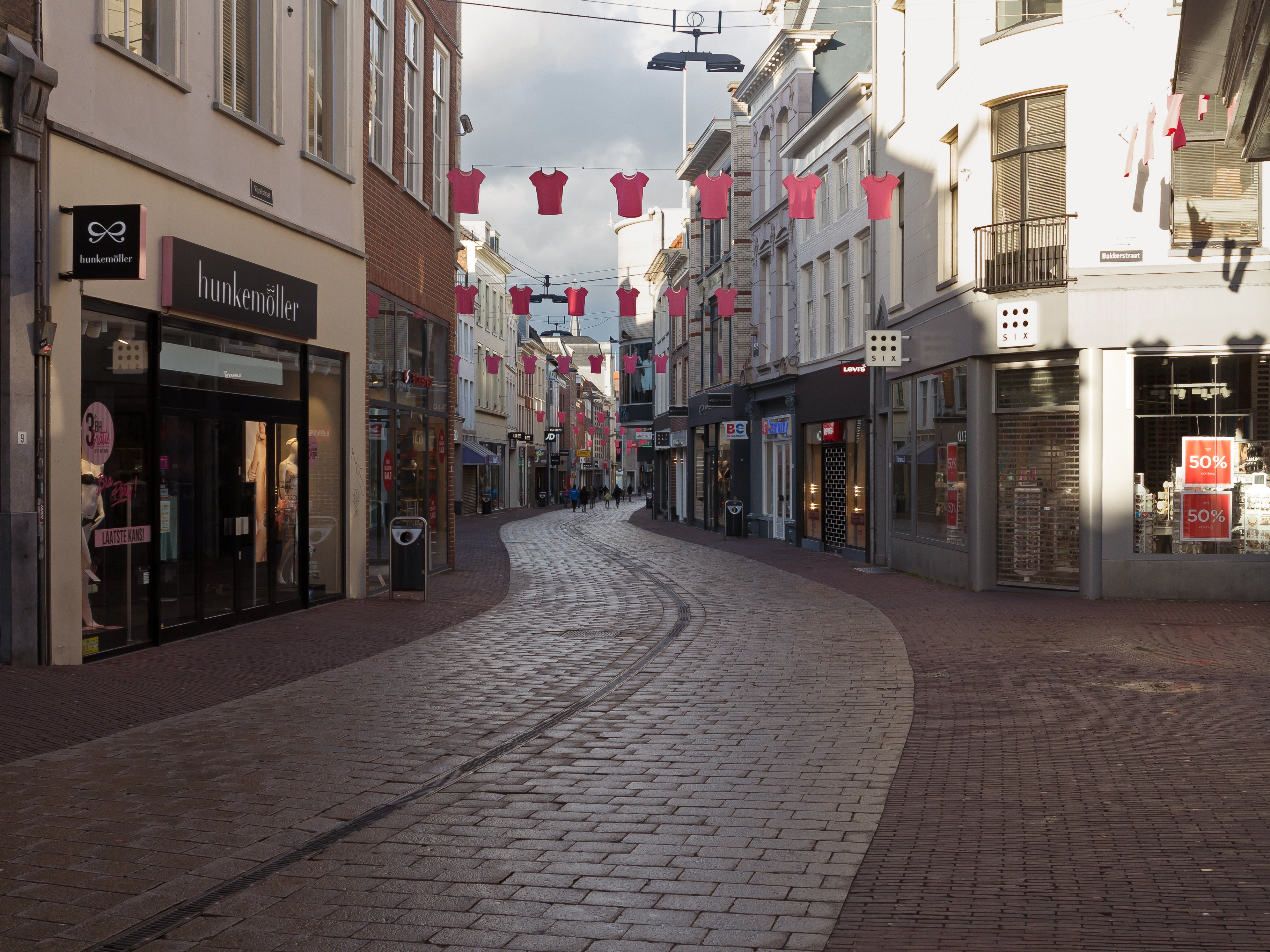
Vijzelstraat
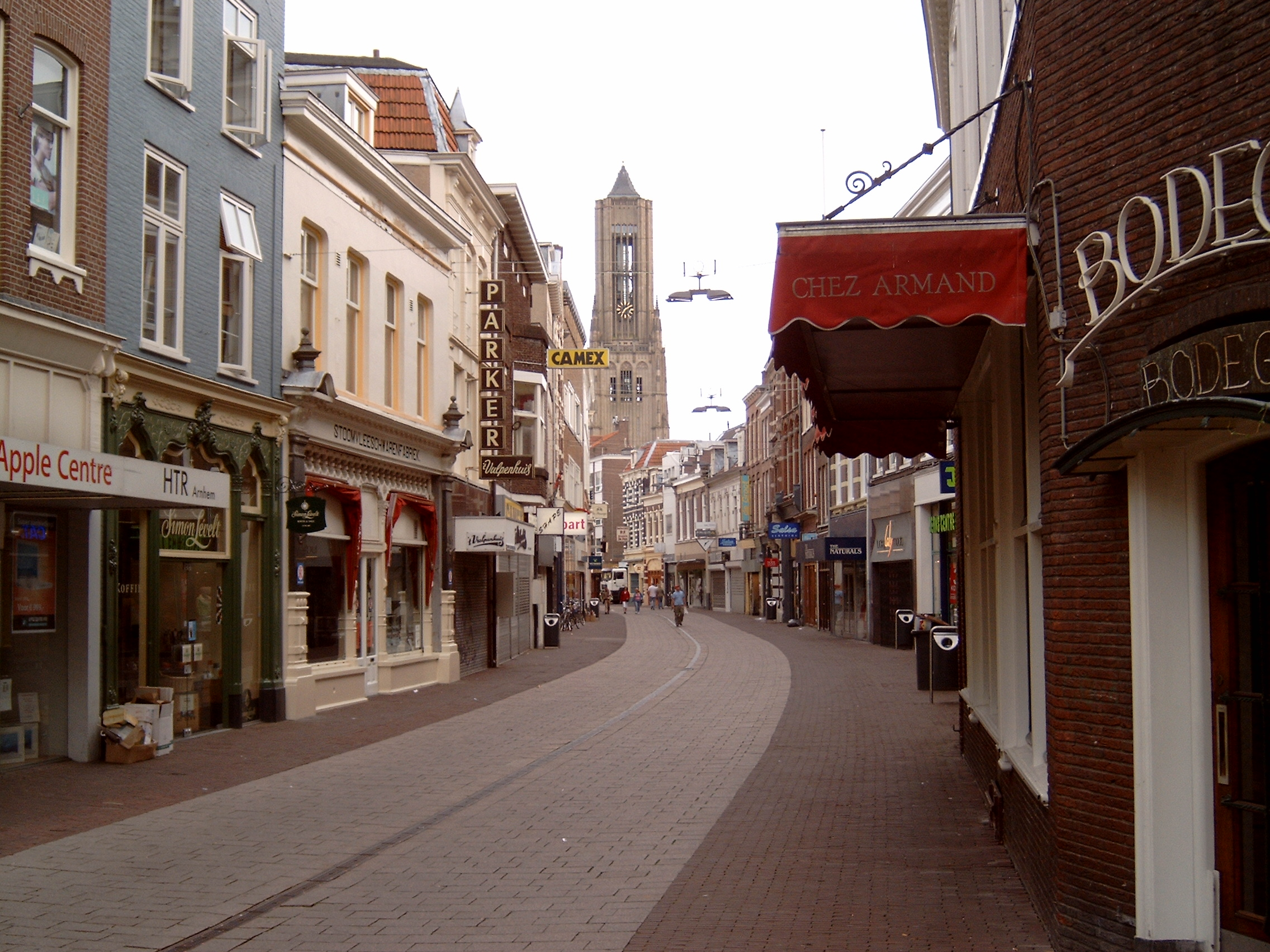
Koningstraat
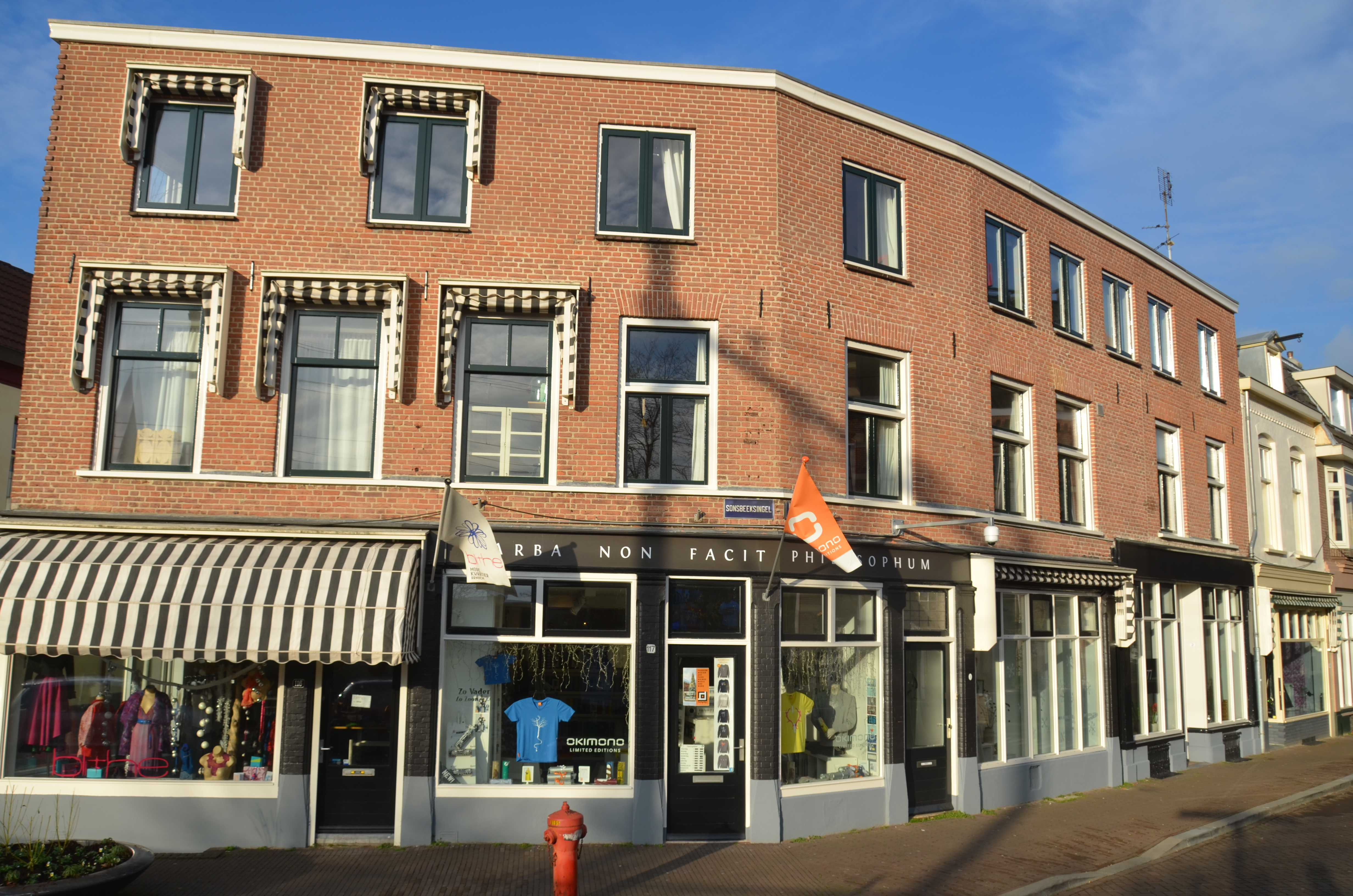
Modekwartier

## Uitgaansleven

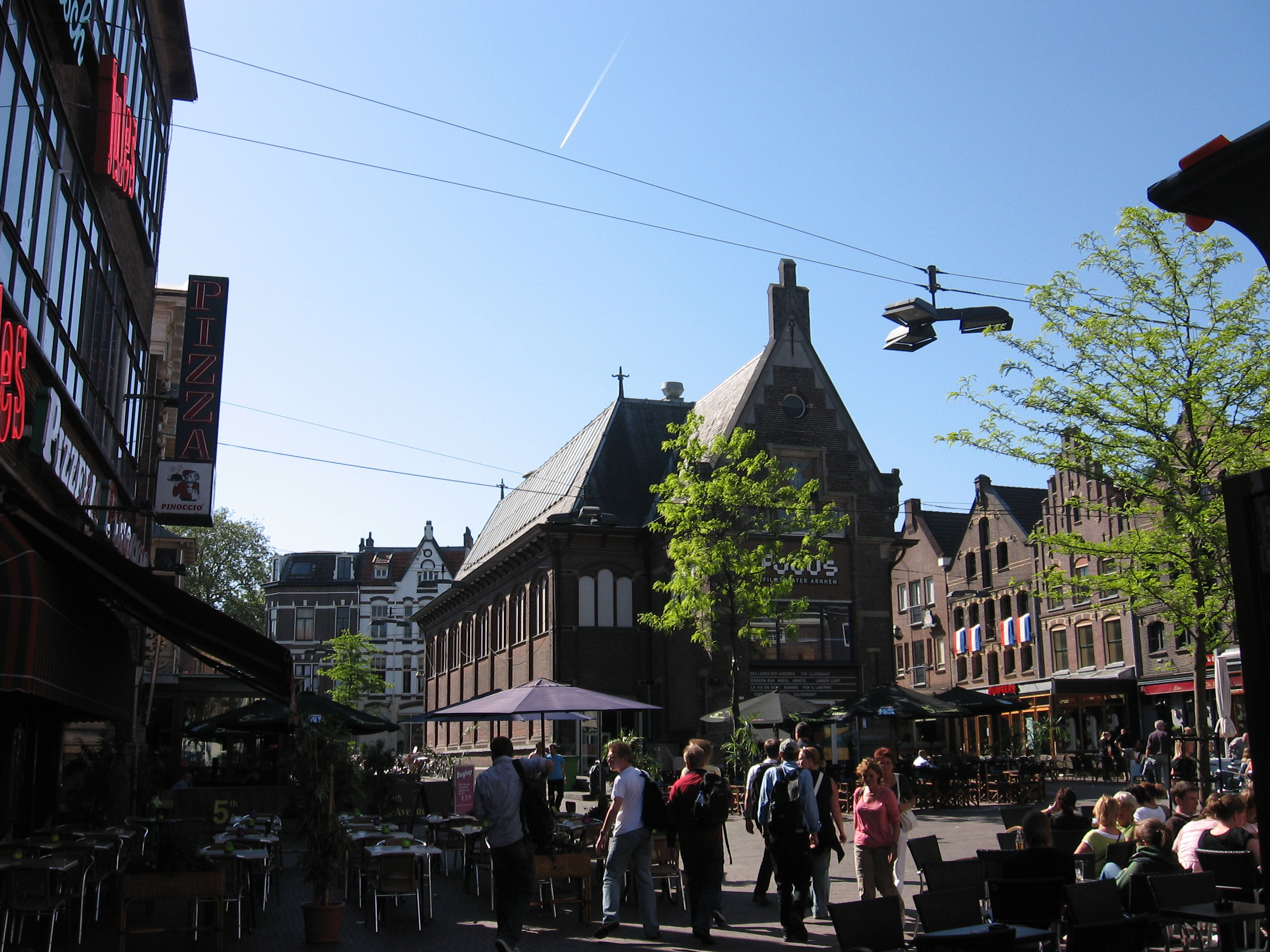
De Korenmarkt

Arnhem is een uitgaansstad voor de wijde omgeving. Op de Korenmarkt en de Varkensstraat bevinden zich grand-cafés, discotheken, clubs en grote terrassen. Aan de zuidkant van het centrum ligt de Rijnkade met terrassen die vooral gedurende de zomermaanden bezet zijn. Ook op het Jansplein, het Willemsplein en de Jonas Daniël Meijerplaats bevinden zich enkele restaurants en cafés. Bij het station op het Stationsplein en het Velperplein zijn grand-cafés, terrassen, restaurants en een bioscoop te vinden. Verder worden er regelmatig evenementen georganiseerd, de stad werd in 2009 uitgeroepen tot evenementenstad van Nederland.

## Cultuur

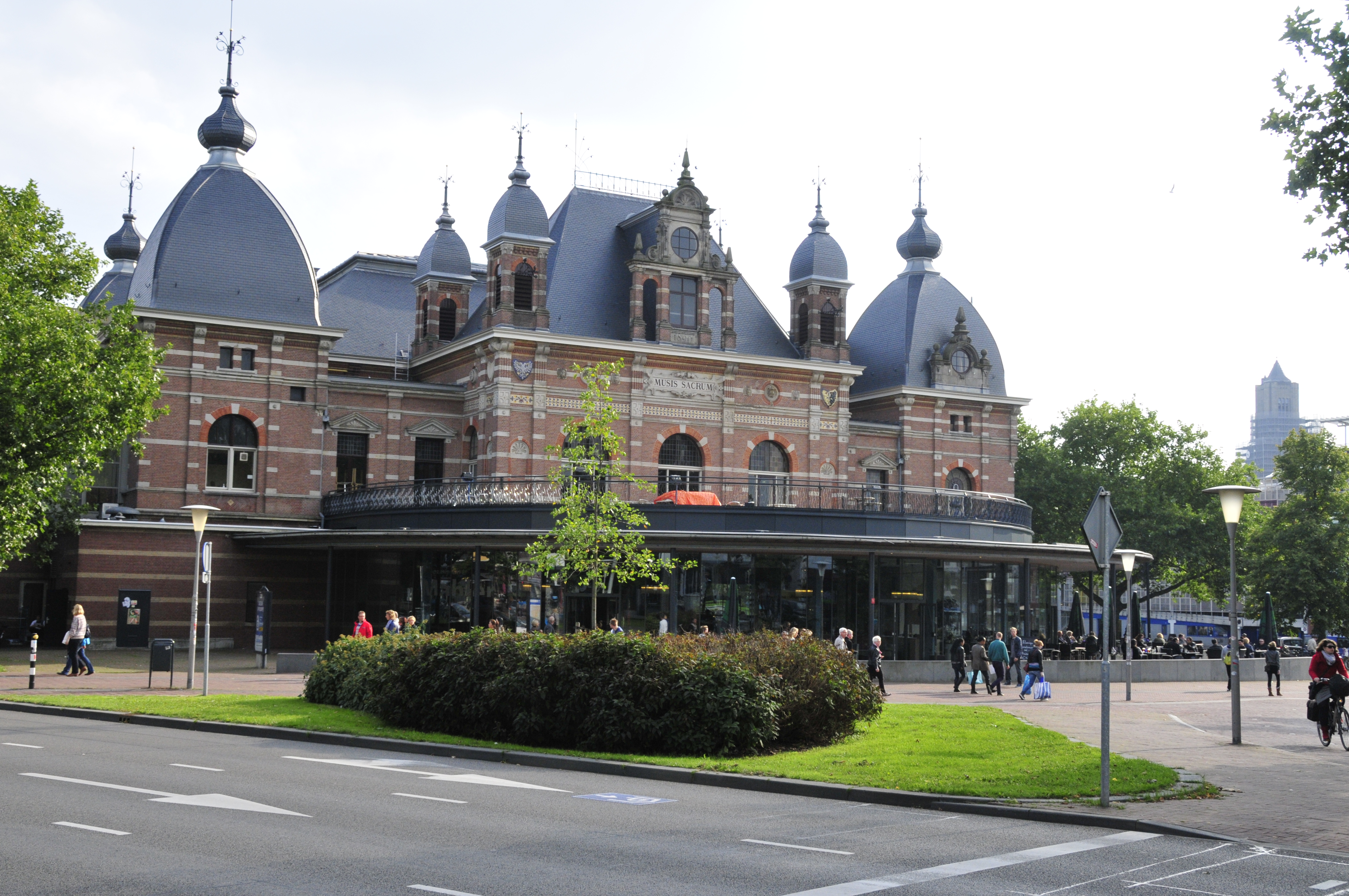
Musis Sacrum

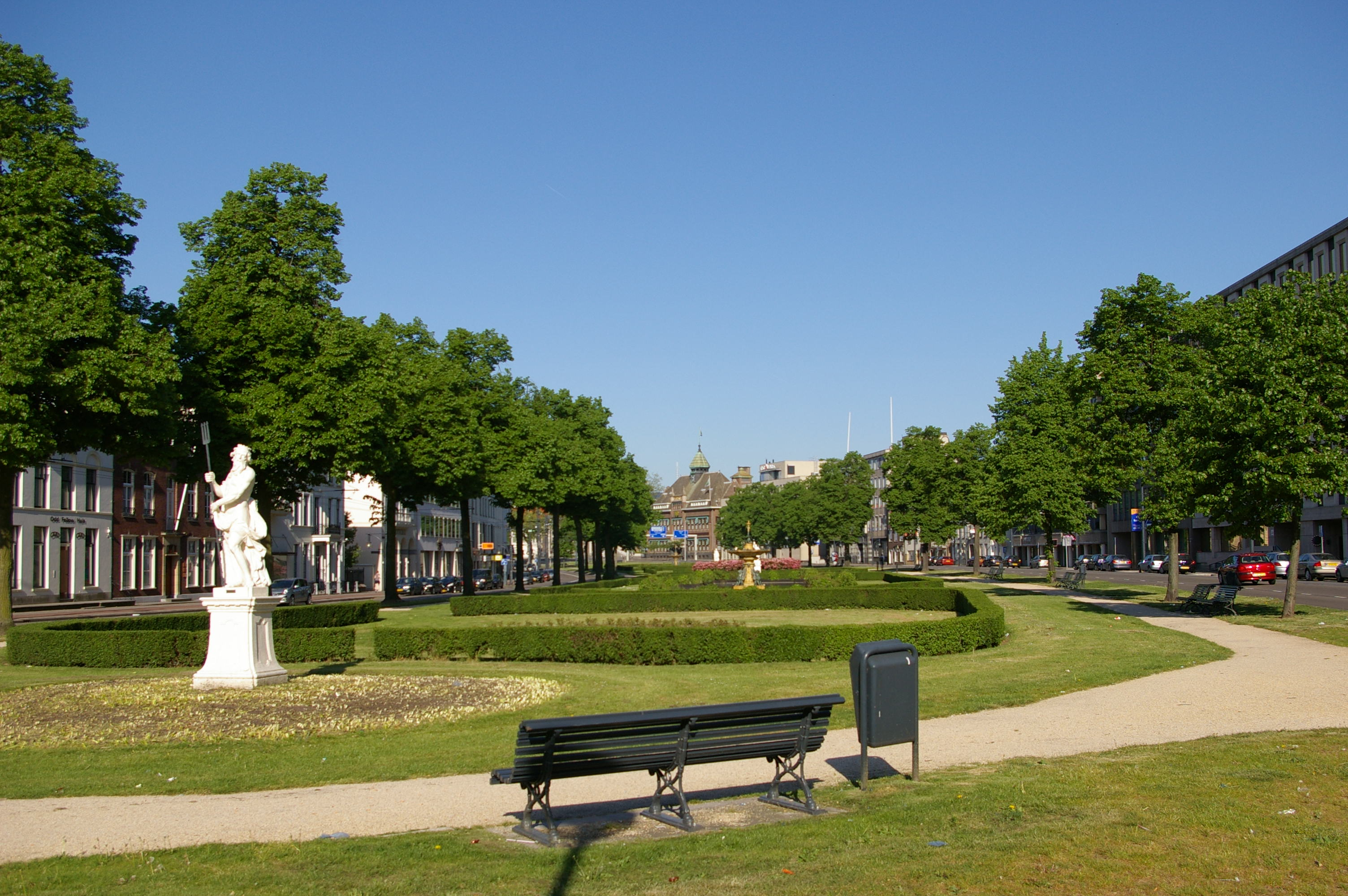
Jansbinnensingel (2008)

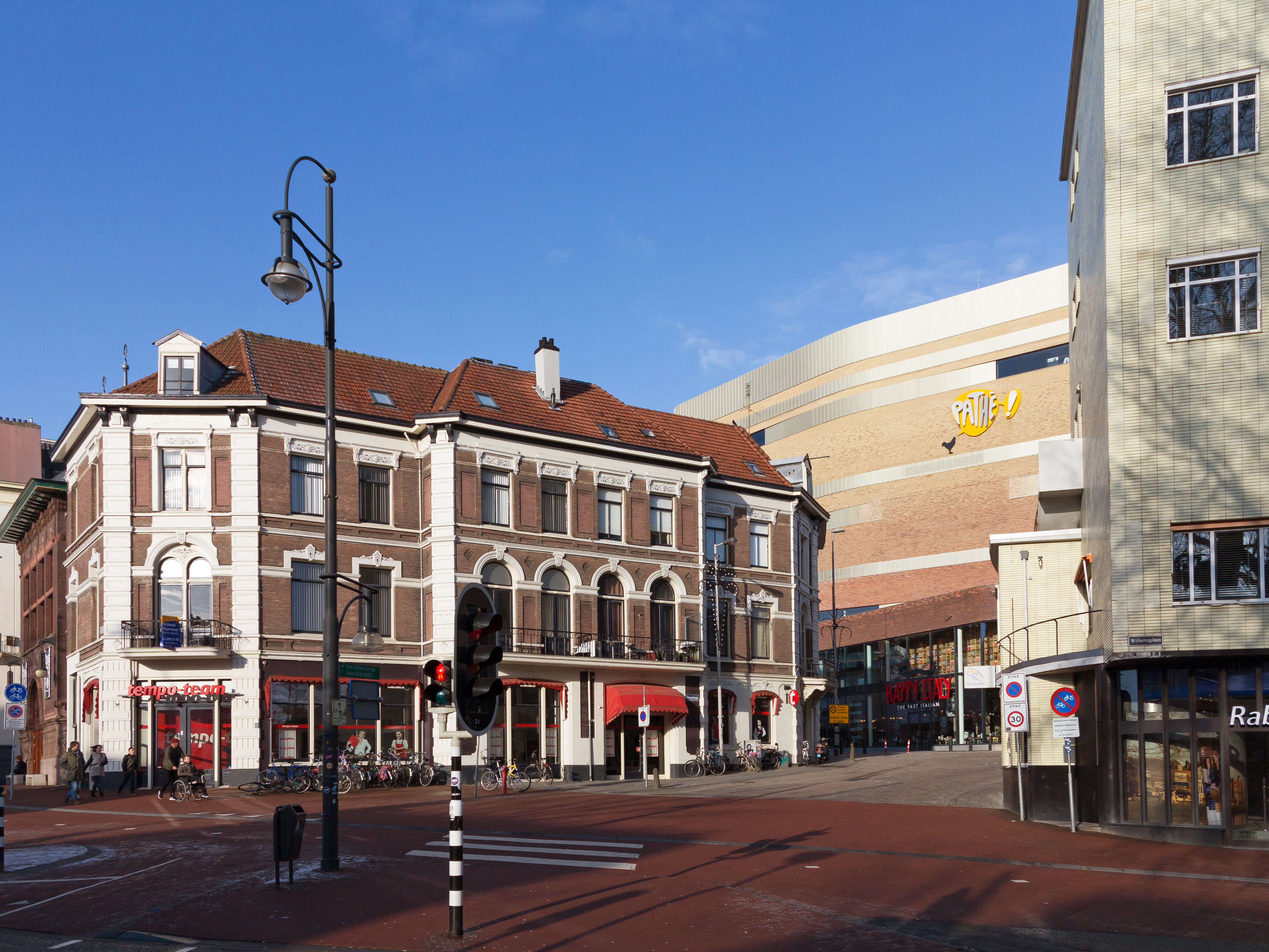
Nieuwe Stationsstraat

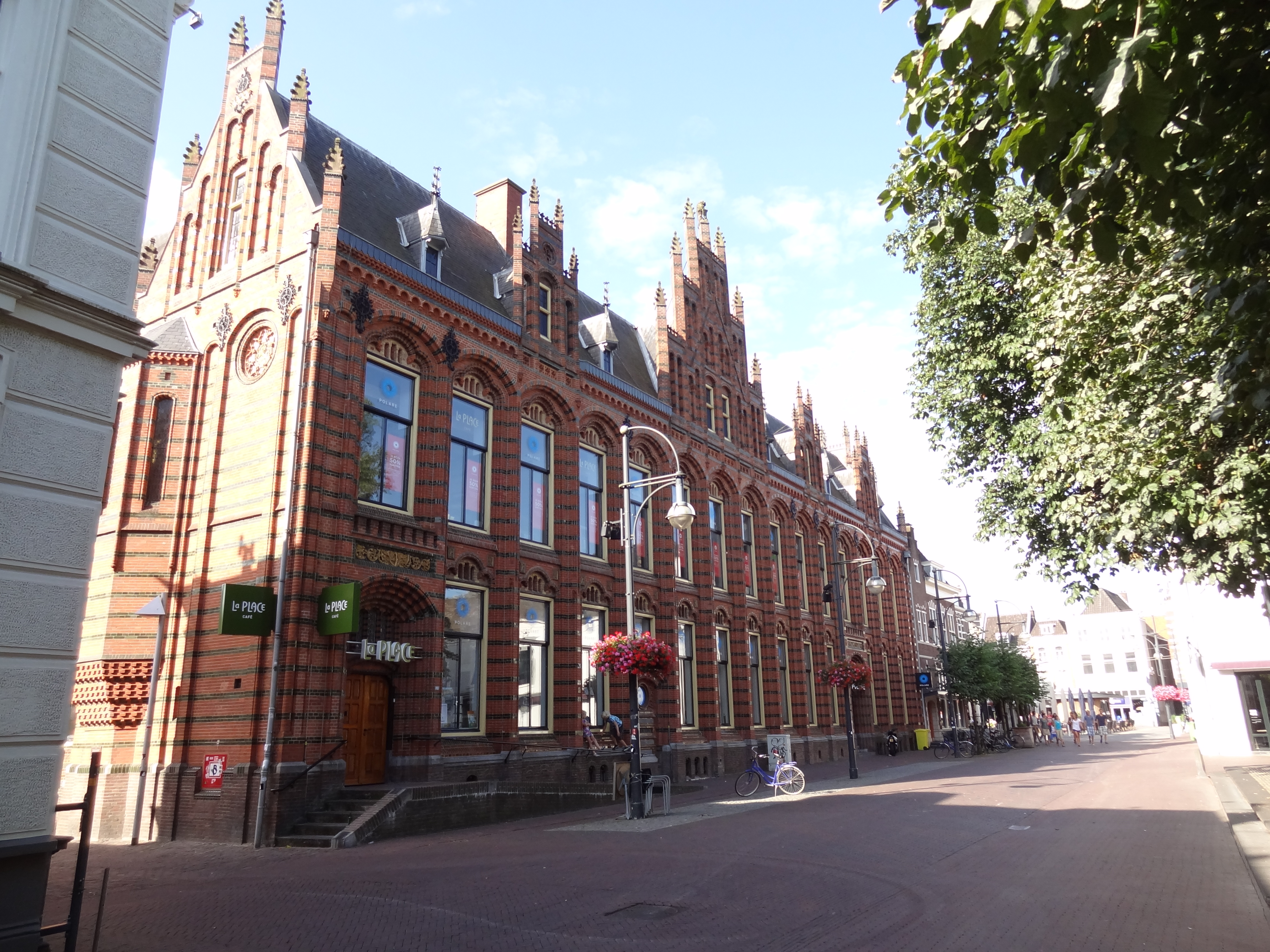
Jansplein

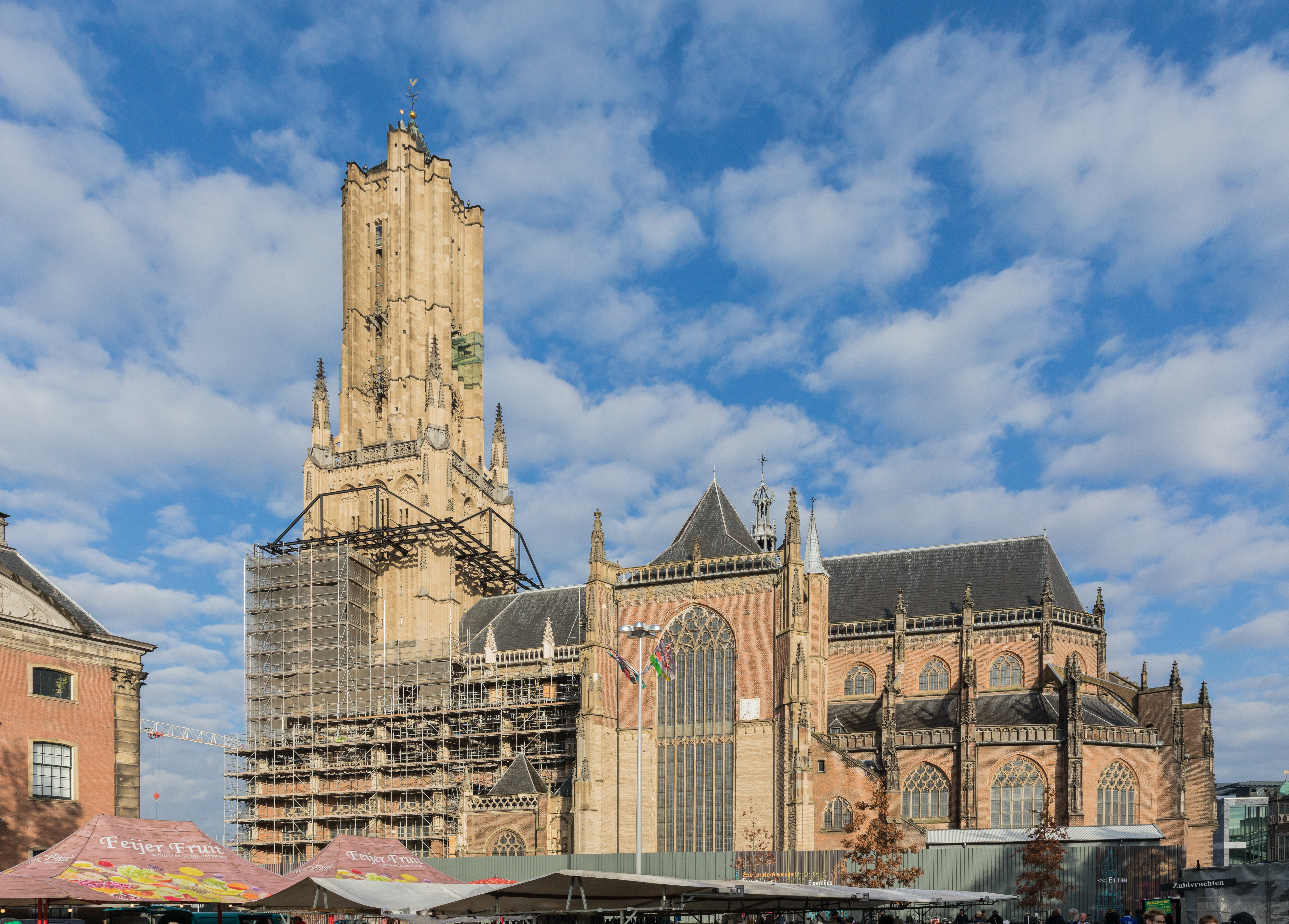
Sint-Eusebiuskerk

Arnhem profileert zich als de culturele hoofdstad van het oosten. De binnenstad telt meerdere theaters, waarvan het Stadstheater Arnhem het belangrijkste is. Dit theater doet dienst als schouwburg en als concertzaal. Musis Sacrum op het Velperplein is het vaste concertgebouw van Het Gelders Orkest. Theater aan de Rijn en Theater Huis Oostpool zijn kleinere podia. Toneelgroep Oostpool is een van de vier grotere toneelgezelschappen van Nederland. Net als Het Gelders Orkest, Philharmonie Gelre en het professionele dansgezelschap Introdans is Oostpool gevestigd in Arnhem. Daarnaast treden ze ook op in diverse schouwburgen, theaters en festivals in het hele land. Luxor Live is het centrum voor popmuziek in Arnhem, net als Willemeen. Filmhuizen in de stad zijn Focus filmtheater en de bioscopen Vue Eurocinema en Pathé Arnhem.

## Bezienswaardigheden
Centrumkaart met bezienswaardigheden
- Airborneplein, Herdenkingsplaats van de Slag om Arnhem;
- Arnhemse trolleybus Remise, de Trolleybusremise (Westervoortsedijk) en museum over trolleybus historie;
- Duivelshuis, stadskasteel uit de 16e eeuw;
- Feestaardvarken, kunstobject van 30 meter lang, 9 meter hoog en 13 meter breed, nabij de Rozet, geschonken door Burgers Zoo;
- Historische kelders, 36 historische kelders uit de 13e, 14e en 15e eeuw, in het Centrum;
- Jacob Groenewoud Plantsoen, monument slag om Arnhem; (John Frostbrug);
- John Frostbrug, wereldberoemde brug van de Slag om Arnhem;
- Bartokpark, mini-stukje Veluwe midden in de binnenstad;
- Hotel Bosch, oudste kraakpand van Nederland. Tegenwoordig een cafe, restaurant en cultuurcentrum;
- Huis Sonsbeek, landhuis in het Arnhemse Park Sonsbeek, gelegen op een heuvel;
- Koepelkerk, monumentale kerk op het Jansplein;
- Korenmarkt, het plein met diverse uitgaansgelegenheden;
- Luxor Live,  historisch pand in het centrum van Arnhem. Het gebouw deed eerst dienst als filmtheater en sinds 2008 als poppodium;
- Musis Sacrum, concertgebouw gelegen aan het Velperplein;
- Presickhaeffs Huys, middeleeuws huis in het centrum van Arnhem, dat volgens onderzoek in het jaar 1354 gebouwd is;
- Rijnkade, kade langs de Rijn;
- Rozet,  cultureel centrum, met onder andere de bibliotheek, winnaar architectuur prijs 2015;
- Sabelspoort, stadspoort van Arnhem;
- (De) Singels, binnen- en buitensingels gelegen op de voormalige grachten. Het is ook opgenomen als beschermd stadsgezicht;
- Sint-Eusebiuskerk, meer dan vijf eeuwen het stadsgezicht van Arnhem met op circa 85 meter hoogte een uitzichtplatform;
- Sint-Walburgiskerk, oudste kerkgebouw van Arnhem;
- Station Arnhem Centraal, stationsgebouw;
- Vestagebouw, neoclassicistisch gebouw aan de Jansbinnensingel;
- Sint-Petersgasthuis, oudste gebouw van Arnhem;

## Slag om Arnhem
De Slag om Arnhem was een luchtlanding en veldslag tijdens de Tweede Wereldoorlog die van 17 tot 25 september 1944 in en rond de stad Arnhem plaatsvond. Het was een onderdeel van Operatie Market Garden, de grootste militaire operatie op Nederlands grondgebied in die jaren. Het belangrijkste doel, de verovering van de brug over de Rijn bij Arnhem werd niet bereikt, waardoor het westen van Nederland een half jaar langer op bevrijding moest wachten en de Hongerwinter moest doorstaan. Vanuit het informatiecentrum 'Airborne at the Bridge', aan de Rijnkade is de John Frostbrug te zien, de brug waar zo hard om is gestreden. Het centrum van Arnhem was onderdeel van de zogeheten Liberation Route Europe, een route die de geallieerden wilden volgen ter bevrijding van Europa. De route loopt van Normandië via Arnhem over de Zuid-Veluwe richting Berlijn.